# Phyllothalestris sarsi
Phyllothalestris sarsi är en kräftdjursart som beskrevs av Sewell 1940. Phyllothalestris sarsi ingår i släktet Phyllothalestris och familjen Thalestridae. Inga underarter finns listade i Catalogue of Life.